# Малые Прусы
Малые Прусы (бел. Малы́я Пру́сы) — деревня в Копыльском районе Минской области Беларуси. В составе Тимковичского сельсовета.

## География
Ближайшие населённые пункты Долгое, Великие Прусы, Тимковичи и др.

### Гидрография
Рядом протекает река Мажа.

## История
В 1908 году в деревня Прусы II в Тимковичской волости Слуцкого уезда Минской губернии.
До 23 марта 1987 года деревня входила в состав Тимковичского сельсовета, до 28 мая 2013 года — в состав Великораевского сельсовета.

## Население

### Численность
- 2019 год — 9 жителей

### Динамика
- 1908 год — 104 жителей, 18 дворов (деревня Прусы II)[3]
- 1999 год — 25 жителей (перепись населения)
- 2009 год — 18 жителей (перепись населения)[3]
- 2019 год — 9 жителей (перепись населения)

## Улицы
- Тимковичская
- Центральная